# La leggenda del Piave (film, 1952)
Pour le chant, voir La leggenda del Piave.
Pour les articles homonymes, voir Piave.
Pour plus de détails, voir Fiche technique et Distribution.
La leggenda del Piave est un film italien de Riccardo Freda, sorti en 1952.

## Synopsis
En Octobre 1917, dans la Vénétie, alors que l'Italie est en guerre depuis deux ans, la comtesse Giovanna emmène son enfant malade en consultation à Vérone. Là, et, à l'inverse de ce qu'elle croyait,  son mari, le comte Dolfin, lui apparaît comme un homme traître et cupide. Après une franche explication, elle le quitte. Son fils guéri, elle tente de rejoindre son château. Hélas, au cours d'un bombardement, elle est séparée de son enfant. 
Elle finit par le retrouver dans un chariot non loin d'un passage à niveau. Bouleversé, le comte Dolfin modifie radicalement son attitude. Il se comporte désormais en héros au champ de bataille. La comtesse n'en sait malheureusement rien et requiert le divorce auprès de son avocat.

## Fiche technique
- Titre original : La leggenda del piave
- Réalisation : Riccardo Freda
- Scénario : R. Freda, Giuseppe Mangione d'après la chanson de Ermete Giovanni Gaeta
- Photographie : Sergio Pesce - Noir et blanc
- Musique : Carlo Rustichelli
- Décors : Alfredo Montori
- Costumes : Camillo Del Signore
- Montage : Mario Serandrei
- Production : API Film, Colamonici-Tupini
- Pays de production :  Italie
- Genre : Film dramatique
- Durée : 95 minutes
- Année de sortie : 1952

## Distribution
- Gianna Maria Canale : la comtesse Giovanna
- Carlo Giustini : le comte Riccardo Dolfin
- Renato Baldini : le prêtre
- Edoardo Toniolo : Un officier autrichien
- Enrico Viarisio : caporal Mainardi
- Duccio Sissio : Mario, le fils de la comtesse
- Giorgio Consolini : un soldat

## Commentaires
Le titre du film de Riccardo Freda s'inspire d'une chanson célèbre, Canzone del Piave, écrite par le musicien napolitain Giovanni Gaeta et publiée en 1918. Elle a insufflé force courage aux troupes italiennes démoralisées par le désastre de Caporetto d'octobre-novembre 1917. Riccardo Freda aborde cet épisode historique - rarement traitée dans le cinéma italien -  sans la tonalité politiquement critique d'un Francesco Rosi, ni non plus avec la touche mi-humoristique, mi-tragique d'un Mario Monicelli. Jacques Lourcelles estime qu'il s'agit plutôt « d'un film formellement très riche qui emprunte au mélodrame, au film d'aventures, à la fresque historique. » Ce qui correspond, au demeurant, à la nature coutumière d'un cinéaste qui brille surtout dans les scènes d'action et de mouvement. « Le film ne refuse pas le réalisme, mais à condition qu'il ait une dimension épique et qu'il dépasse l'anecdote et la simple vérité d'un moment », écrit encore J. Lourcelles.